# Soós Károly
Vitéz bádoki Soós Károly (Nagyszeben, 1869. július 28. – Villach, Ausztria, 1953. június 22.) gyalogsági tábornok, felsőházi tag, honvédelmi miniszter a Simonyi-Semadam-kormányban.

## Élete
Nagyszebenben, régi erdélyi nemesi családba született. Édesapja is katona volt, aki ezredesi rendfokozatban szolgált a 2. számú császári és királyi gyalogezred parancsnokaként. A nagyszebeni evangélikus gimnáziumban érettségizett osztályelsőként. A katonai alapokat a bécsújhelyi katonai akadémián sajátította el. Tanulmányai befejezése után csapatszolgálatba került, majd 1905-ben vezérkari törzstisztként beosztották a vezérkari főnök hadműveleti irodájába. 1919-ben a Nemzeti Hadsereg vezérkari főnöke.
Az első világháborúban ezred- és dandárparancsnok volt az orosz, majd az olasz fronton. Számos ütközet résztvevője és sikeres hadműveleteinek köszönhetően lett altábornagy. Az ő nevéhez kötődik az osztrák-magyar hadsereg utolsó offenzívája, mely során két magyar ezred elsőnek kelt át a Piavén.
A háború után részt vett a szegedi ellenforradalmi szervezkedésekben, mely a Magyarországi Tanácsköztársaság megdöntésére irányult. Őt nevezték ki a Nemzeti Hadsereg első vezérkari főnökének, majd 1919 decemberében hadügyi államtitkárrá. 1920. március 15-étől július 19-éig a Simonyi-Semadam-kormányban rövid ideig a honvédelmi miniszteri posztot is betöltötte.
1921-22-ben a baranyai háromszög visszacsatolása idején a pécsi katonai körzet parancsnoka volt. 1922-től 1925-ig a honvéd főparancsnokságon dolgozott, majd 1927-ben a felsőház tagjává nevezték ki.

## Kitüntetései
- Hadiékítményes II. osztályú Lipót-rend
- Vaskorona-rend
- Katonai Érdemkereszt III. osztálya
- ezüst és bronz Signum Laudis
- vaskereszt II. osztálya
- török félhold
- magyar érdemkereszt első osztálya
- nagy Signum Laudis